# فن‌فیلم

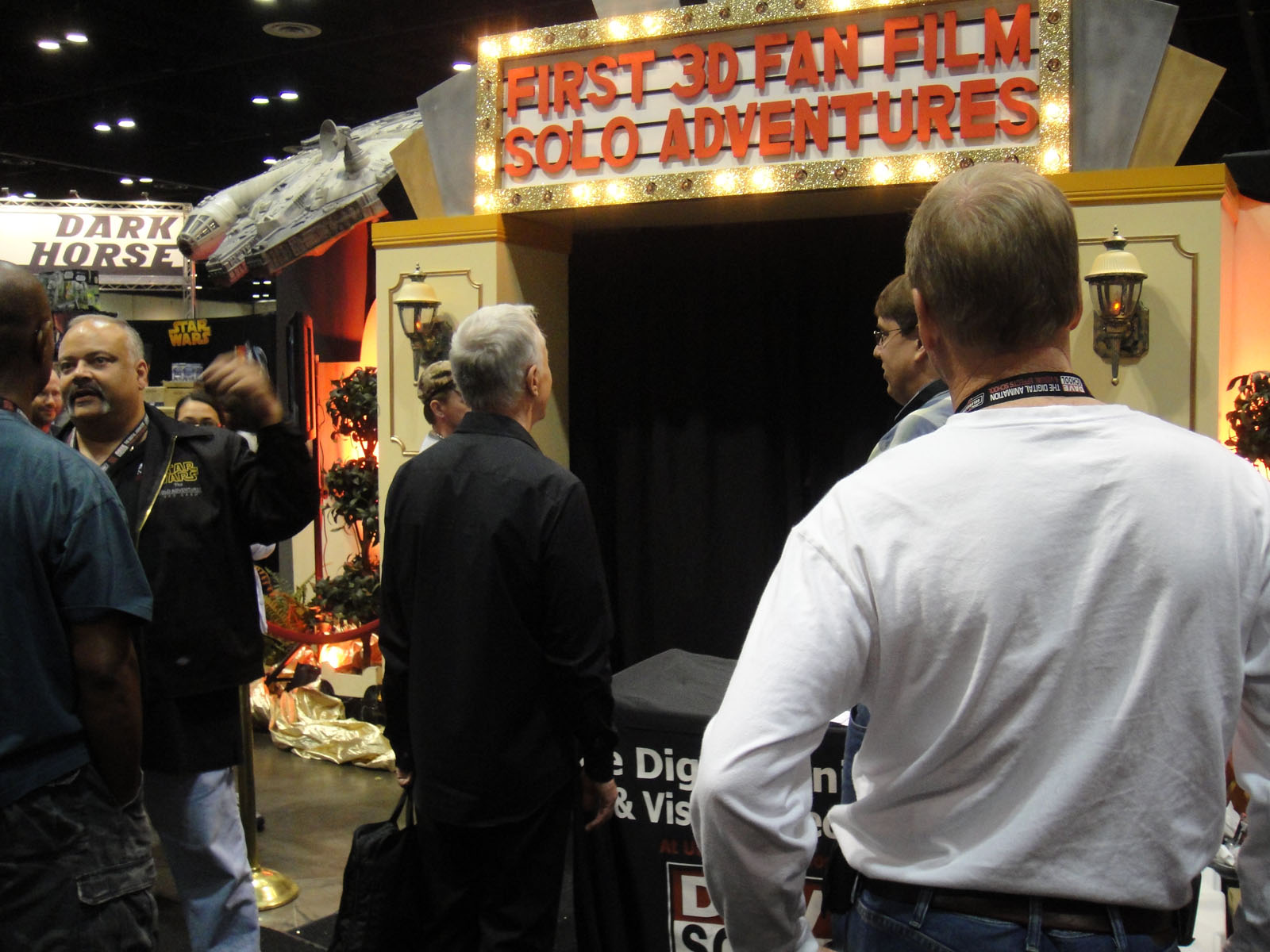
آنتونی دنیلز در بیرون غرفهٔ نمایشِ فیلم Solo Adventures ساختهٔ هواداران در سال ۲۰۱۰ با الهام از فیلم جنگ ستارگان

فن‌فیلم (هوادارفیلم) (انگلیسی: fan film)، فیلم یا ویدیویی است که از یک فیلم، برنامهٔ تلویزیونی، کمیک بوک، کتاب یا بازیِ ویدئویی الهام گرفته شده‌است و هواداران آن را ساخته‌اند نه دارندگان و سازندگان دارای حقِ کپی‌رایت اصلیِ اثر. فن‌فیلمسازها به‌طور سنتی آماتور بودند، اما برخی از فیلمهای برجسته در واقع توسط فیلمسازان حرفه‌ای به عنوان پروژه‌های کلاسیِ مدرسهٔ فیلمسازی یا به عنوان فیلمهای نمایشی تولید می‌شدند. فن‌فیلمها از نظر کیفیت و همچنین مدت زمانِ فیلم بسیار متفاوت هستند، از پیش‌پرده‌های تقلبیِ کوتاه برای فیلمهایی که وجود ندارند تا فیلمهای بلند. فن‌فیلمها نیز نمونه‌هایی از کارِ هوادارانه و فرهنگِ ریمیکس هستند. فن‌فیلم با مفاهیم فن‌داب، فن‌ساب و ویددینگ در ارتباط است که همگی کار تازه‌ای هستند از سوی هواداران با استفاده از مواد و عناصر فیلمی که منتشر شده‌است.